# میومکتومی

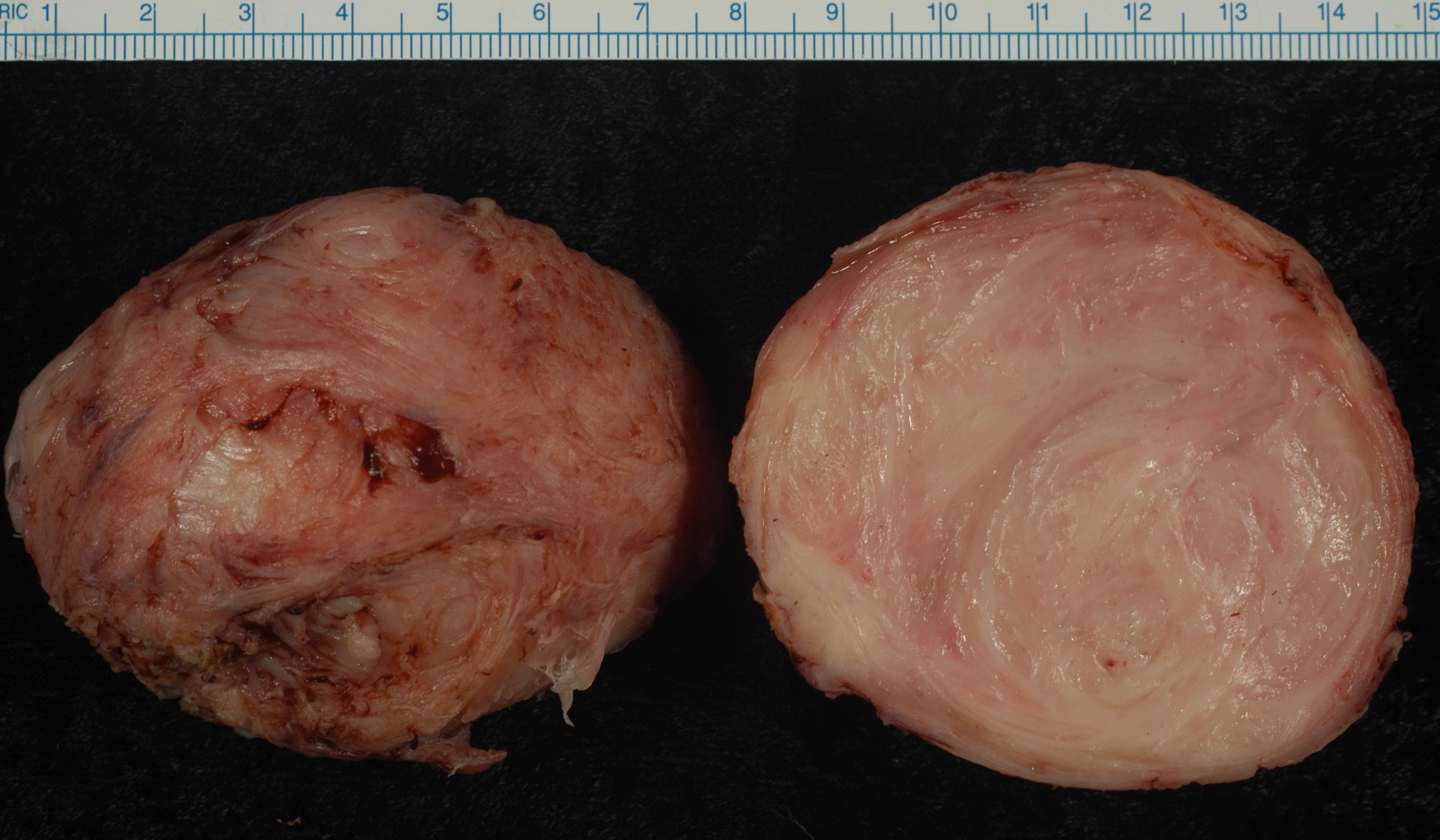
توده لیومیوم برداشته شده در میومکتومی

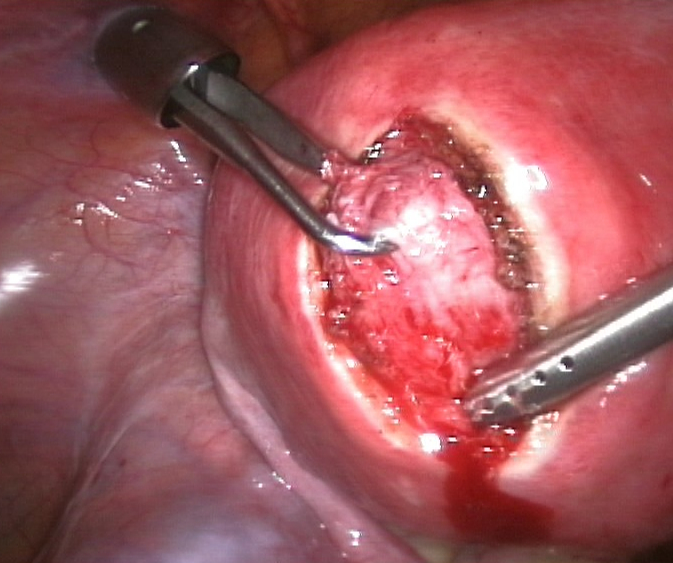
میومکتومی لاپاراسکوپیک

میومکتومی (به انگلیسی: Myomectomy) که گاهی به آن فیبرکتومی (به انگلیسی: fibroidectomy) نیز گفته می‌شود، نام نوعی عمل جراحی زنان می‌باشد که در آن لیومیوم‌های(leiomyoma) بافت رحم که با نام فیبروئید شناخته می‌شوند، برداشته می‌شود.
در واقع به برداشتن یک توده غیر سرطانی از جنس بافت عضلانی که رشد غیرطبیعی پیدا کرده‌است گفته می‌شود.
در این جراحی هدف بازسازی بافت رحم و برطرف نمودن علائم می‌باشد نه حذف کل بافت رحم که در هیسترکتومی اتفاق می‌افتد.

## اندیکاسیون‌ها
فردی که دارای فیبروئید می‌باشد الزاماً احتیاجی به جراحی ندارد مگر در مواردی که دارای یکی از شرایط زیر باشد:
- درد یا فشار
- خونریزی‌های غیرطبیعی
- تداخل در تولید مثل
- رشد سریع و اندازه بزرگ

بیماران دارای فیبروئید گزینه‌های زیادی برای انتخاب روش درمانی خود دارند از جمله:
درمان پزشکی مثل آگونیست‌های هورمون آزادکننده گنادوتروپین (GnRH)، هیسترکتومی، آمبولیزاسیون سرخرگ رحمی، فرسایش به وسیلهٔ امواج مافوق‌صوت (اولتراسوند) و… با این وجود روش جراحی برداشتن فیبروم یک انتخاب مهم برای آن دسته از زنانی است که می‌خواهند یا نیاز به حفظ رحم برای تولید مثل دارند، می‌باشد.

## اقدامات قبل از عمل
جراحان اغلب شش ماه قبل از جراحی بیمار را مورد هورمون درمانی قرار می‌دهند. در این دوره درمانی برای بیمار داروی لوپرولاید(Lupron) تجویز می‌شود. این دارو سبب کوچک‌تر شدن فیبروئیدها شده و جراحی را ساده‌تر می‌نماید. علاوه بر این این دارو باعث توقف قاعدگی می‌شود.

## وضعیت قرارگیری بیمار در حین عمل
- پوزیشن خوابیده به پشت (سوپاین)
- وضعیت ترندلنبرگ[۲]

## وسایل جراحی مورد نیاز
ست لاپاراتومی به همراه وسایل جراحی زنان.

## انواع میومکتومی
روش جراحی مورد استفاده به نوع، تعداد، محل و اندازه فیبروم‌ها و همچنین شرایط بیمار تفاوت پیدا می‌کند.
انواه میومکتومی شامل موارد زیر است:
- میومکتومی شکمی (Abdominal myomectomy):

در این روش از طریق یک برش بزرگ در دیواره شکم به رحم دسترسی می‌یابند، این برش معمولاً به صورت افقی و در خط بیکینی (bikini) ایجاد می‌شود. در برخی موارد به ایجاد برش عمودی در دیواره شکم نیاز پیدا می‌شود.
لیومیوم‌ها به وسیلهٔ لیزر بر داده شده و دیواره رحم و شکم بخیه زده می‌شوند.
یکی از معایب این روش جراحی بهبودی دیرهنگام بیمار و طولانی بودن دوره نقاهت می‌باشد.
- میومکتومی لاپاراسکوپیک (Laparoscopic myomectomy):

در این روش لیومیوم‌های موجود به روش لاپاراسکوپیک برداشته می‌شود. بدین صورت که با ایجاد چند برش کوچک در دیواره شکم به وسیله ابزارهای خاص به رحم دسترسی پیدا کرده و لیومیوم‌های موجود حذف شده و در نهایت نواحی برش داده شده بخیه زده می‌شوند. در این روش دوره بهبودی بیمار نسبتاً کوتاه است.
- میومکتومی هیستروسکوپی (Hysteroscopic myomectomy):

در این روش لیومیوم‌های موجود از طریق اتساع دیواره گردن رحم برداشته می‌شوند. در نتیجه نیاز به هیچ برش جراحی روی شکم نمی‌باشد.
این عمل جراحی از طریق رسکتوسکوپ (resectoscope)که یک هیستروسکوپ (hysteroscope)(وسیله مشاهده رحم) می‌باشد به انجام می‌رسد.

## خطرات و عوارض احتمالی
- عفونت رحم، لوله‌های رحم و تخمدان
- در موارد نادر:
  - اسکار (بافت جوشگاهی) ناحیه مورد برش در جراحی باعث ناباروری می‌شود.
  - انسداد روده و آسیب به مثانه
  - سر باز کردن محل برش در حین بارداری

گاهی در حین عمل به علت خونریزی شدید نیاز به هیسترکتومی (برداشتن کل رحم) پیدا می‌شود.